# Paul Addison
Paul Addison (3 mei 1943-21 januari 2020) was een Brits schrijver en historicus, gespecialiseerd in de Britse ervaringen tijdens de Tweede Wereldoorlog en de gevolgen voor de naoorlogse samenleving.
Na zijn afstuderen aan Nuffield College, een college van de Universiteit van Oxford, in 1967 werd Addison docent aan de Universiteit van Edinburgh. Hij werd in 1990 een Endowment Fellow en was van 1996 tot 2005 directeur van het Centre for Second World War Studies.